# Jasper Tournay

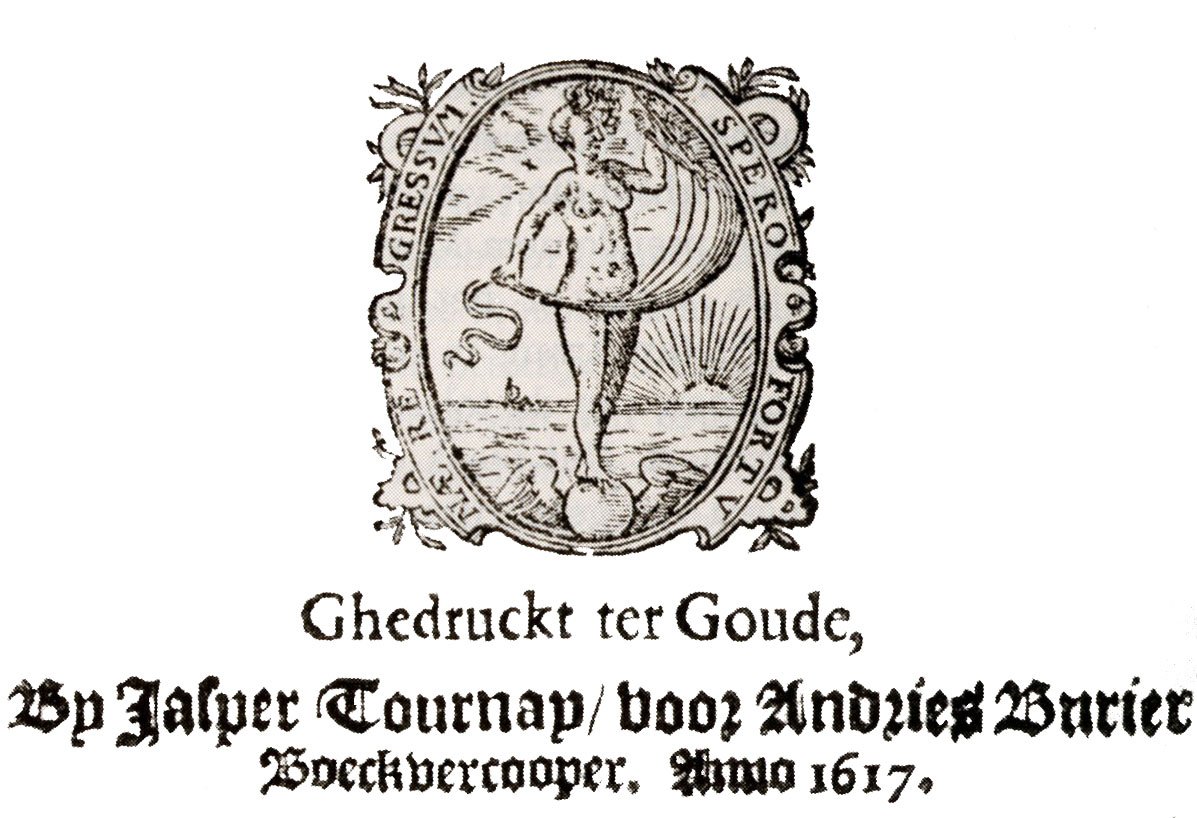
Drukkersmerk van Jasper Tournay met zijn lijfspreuk Spero fortunae regressum (Ik hoop dat het geluk terugkeert)

Jasper Tournay (Leuven, circa 1560 - Gouda, 5 juni 1635) was een in de Zuidelijke Nederlanden geboren drukker, die werkzaam is geweest in de Noordelijke Nederlanden.

## Leven en werk

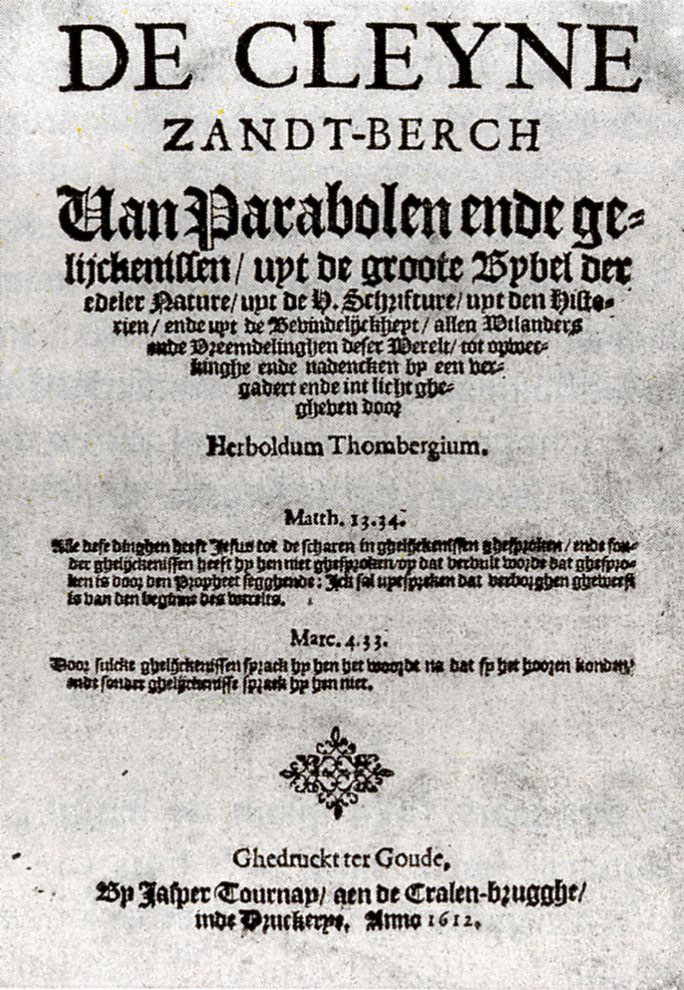
Titelblad van een door Tournay gedrukt boek met de vermelding van zijn adres Aen de Cralen-brugghe

Tournay was een zoon van de boekbinder Vincent Tournay. Met zijn ouderlijk gezin verhuisde hij in 1577 naar Antwerpen. Tournay verliet de Zuidelijke Nederlanden en vestigde zich in 1584 als boekdrukker in de stad Delft. Hij was hier slechts kort als drukker werkzaam en verhuisde naar Gouda, waar een liberaler klimaat heerste dan in Delft. Hij trouwde in 1586 in Gouda met Haesgen Ariens. Tournay drukte veel van de werken van de humanist Dirck Volkertsz. Coornhert, die net als hij, zijn woonplaats Delft verruilde voor het meer tolerante Gouda. Rond 1594 ging Tournay failliet en verhuisde hij naar Leiden, waar hij, in dienst van de drukker Jan Paedts, als letterzetter werkzaam was. In 1603 zag hij kans om weer een drukkerij te beginnen door zich in Enkhuizen te vestigen. Vanaf dat moment sierde een drukkersmerk van Vrouwe Fortuna zijn boeken, met als randschrift "Spero Fortunae Regressum" (Ik hoop dat het geluk terugkeert). 1608 keerde hij weer als drukker terug naar Gouda. In 1611  kocht hij nabij de hoek van de Achter de Vismarkt en de Lage Gouwe een pand, waarin hij zijn drukkerij vestigde. Dit pand lag nabij de Cralingerbrug in de Lage Gouwe over het water van de Achter de Vismarkt.
Tournay was drukker van een omvangrijk oeuvre van Coornhert. Ook het verzameld werk van Coornhert werd, jaren na het overlijden van Coornhert, door Tournay gedrukt. Hij werkte vooral in opdracht de boekverkoper Andries Burier, die tevens conrector van de Latijnse school van Gouda was. De door hem gedrukte werken waren veelal van de hand van heterodoxe schrijvers, die afweken van de gangbare opvattingen van de calvinistische orthodoxie. Zo drukte hij werken van de wederdoper David Joris, van de tolerante theologen Sebastian Franck en Sebastian Castellio en van de hoogleraar Conradus Vorstius. Een andere groep, die regelmatig gebruik maakte van zijn werk als drukker waren de remonstrantse predikanten. Enkele spraakmakende remonstrantse predikanten als Eduard Poppius en Harboldus Tombergen en Theodorus Herbers waren in die periode werkzaam in Gouda. Diverse van hun geschriften werden bij Tournay gedrukt. Zo drukte hij onder meer van Poppius de Enge poorte, van Tombergen de Cleyne zandtberch, van Herbers het Cort en claer bewijs. Ook drukte hij een door Daniel Wittius vertaald werk van Arminius over de predestinatie. Toen de remonstranten het onderspit delfden tijden de Synode van Dordrecht in 1618/1619, had dat grote invloed op het drukkersbedrijf van Tournay. Bijna al zijn belangrijke opdrachtgevers was het spreken en schrijven onmogelijk gemaakt. Volgens een plakkaat van de Staten van Holland was het drukken van de door hem tot dan gemaakte boeken of geschriften verboden. De tot dusver tolerante Goudse overheid stond hem niet meer toe om dit soort onorthodoxe boekwerken te vervaardigen. Met kunst- en vliegwerk slaagde hij erin om zijn drukkerij gaande te houden. Hij zag zich genoodzaakt om in die periode ook werken van meer orthodoxe schrijvers te drukken. In zijn drukkersloopbaan heeft Tournay ook andersoortig werk gedrukt. Zo drukte hij enkele poëtische werken van de schilder Karel van Mander. Daarnaast vervaardigde hij ook diverse gelegenheidsdrukwerken en drukte hij enkele rederijkersspelen.
Tournay overleed in juni 1635, omstreeks 75 jaar oud. Zijn vrouw was een dag daarvoor overleden. Beiden vielen ten prooi aan de toen heersende pestepidemie. Hij werd begraven in de Sint-Janskerk in Gouda.